# Ilkka Suppanen
Ilkka Suppanen, född 1968 i Kotka, är en finländsk möbelformgivare och arkitekt.
Ilkka Suppanen är son till ingenjören Pekka och sjuksköterskan Hanna-Maija Suppanen och växte upp i Esbo stad.  Han utbildade sig till arkitekt på Helsingfors tekniska högskola med examen 1988, och tog också en magisterexamen på Konstindustriella högskolan i Helsingfors 1989. Han har sedan 1996 undervisat på Konstindustriella högskolan.
Han har ritad sitt eget fritidshus, Villa Ilo, i Finska vikens skärgård, färdigt 2004.
Han fick Bruno Mathsson-priset 2006, Torsten och Wanja Söderbergs pris 2015 och Kaj Franck-priset 2020.